# HD134501
HD134501 — хімічно пекулярна зоря спектрального класу
F0 й має видиму зоряну величину в смузі V приблизно 10,0.